# Dywizja Nadnarwiańska
 Dywizja Nadnarwiańska – jedna z formacji zbrojnych okresu powstania kościuszkowskiego.

## Formowanie i struktura dywizji
Dywizja sformowana została w  kwietniu 1794 do osłony linii Narwi. Złożona była niemal wyłącznie z milicji wspieranej przez pospolite ruszenie. Przez pół roku skutecznie osłaniała powierzone jej rubieże. Okrążona, częściowo dostała się do niewoli, pozostali żołnierze rozeszli się do domów. 
Dywizja nie miała standardowej organizacji. W każdym okresie składała się jednak z trzech rodzajów wojsk: piechoty i strzelców,  kawalerii oraz artylerii. Podział wewnętrzny ograniczał się jedynie do tzw. komed. Występował natomiast podział ugrupowana dywizji:
- marszowy: awangarda, korpus (siły główne) i ariergarda;
- bojowy: pierwsza i druga linia piechoty, prawe i lewe skrzydło (przeważnie jazda), i korpus rezerwowy

## Żołnierze dywizji
Dowódcy dywizji
- gen. lejtn. Józef Orłowski
- gen. mjr Jan August Cichocki (21 VI – 11 VIII 1794)
- gen. lejtn. Jakub Jasiński
- gen. mjr  Stanisław Wojczyński (od 13 IX 1794)
- gen. lejtn. Jerzy Grabowski (od 3 X 1794)